# Kalaís a Zétés
Kalaís a Zétés (latinsky Calais, Zetes) jsou v řecké mytologii synové boha severního větru Borea a jeho manželky Óreithýie.
Jejich otec Boreás byl syn boha větrů a hvězd Astraia a jeho manželky Éós, bohyně jitra a začínajícího dne.
Našel zalíbení v královské dceři Óreithýi, jejímž otcem byl athénský král Erechtheus. Královská dcera se bála Boreovy zuřivosti a nechtěla se stát jeho ženou. Její otec odbýval nápadníka vyhýbavými sliby. Boreás ztratil trpělivost, zmocnil se Óreithýie násilím a unesl ji do země Kikonů. V manželství se Boreás zřejmě zklidnil a manželka si na něj zvykla. Zplodili čtyři potomky - byli to bratři - dvojčata Kalais a Zétés, dcera Chioné, která později dala syna Eumolpa bohu moří Poseidónovi a dcera Kleopatra se stala manželkou thráckého krále Fínea.
Když Kalais a Zétés dorostli do mužného věku, narostla jim křídla. Podle jiných verzí však měli křídla hned od narození. V každém případě díky jim se proslavili mnoha činy. Když hrdina Iásón svolával nejlepší muže Řecka na palubu lodi Argó na dlouhou plavbu pro zlaté rouno, oba bratři bez rozmýšlení nabídku přijali.
Cestou do Kolchidy loď přistála v Thrákii, kde jejich sestra Kleopatra žila se svým manželem Fíneem, králem té země a proslulým věštcem. Překvapení bratři však zjistili, že Fíneus jejich sestru vyhnal a podruhé se oženil. Na naléhání druhé ženy vyhnal své syny z prvního manželství, dal je zavřít do temného žaláře, někteří říkali, že je dokonce nechal oslepit. Kalais a Zétés je ihned osvobodili, svého švagra však neodsoudili, protože jednal pod ženským nátlakem.
Bohové však tak benevolentní nebyli, Fínea potrestali neutišitelným hladem. Do jeho země poslali hrozné Harpyje, napůl ženy, napůl ptáky. Ty mu každé jídlo sežraly a co zbylo, pokálely.
Kalaís a Zétés se rozhodli krále od Harpyjí osvobodit. Vznesli se na svých křídlech do výšky, skryli se za mrakem a shora prudkými nálety Harpyje přepadli. Ty se v hrůze obrátily k jihu a divokým letem se dostaly až k Plótským ostrovům, do vzdálenosti pětiset kilometrů. Bratři se na ně chtěli vrhnout a zahubit je, ale zastavila je bohyně duhy Íris a ve jménu bohů je ujistila, že Fíneus už nikdy obtěžován nebude. Poté se Kalais a Zétés vrátili na Argó a pokračovali v plavbě.
Ostrovy byly přejmenovány na Strofady, tj. Ostrovy návratu a jmenují se tak až dodnes.

## Odraz v umění
- s výjevy „okřídlených Boreovců“ je možno se setkat na mnoha vázových malbách. mezi nejlepší patří malba na attické váze z 5. stol. př. n. l. Boreovci pronásledují Harpyje (dnes v Britském muzeu v Londýně) i na jiných vázách ve Vatikánském muzeu a v Národním archeologickém muzeu v Athénách